# The Airfield
The Airfield – stadion piłkarski w Broughton, w Walii (Wielka Brytania). Obiekt może pomieścić 2100 widzów, z czego 300 miejsc jest siedzących. Swoje spotkania rozgrywają na nim piłkarze drużyny Airbus UK Broughton FC. Stadion położony jest tuż przy lotnisku Hawarden. Na obiekcie rozegrano finałowe spotkanie Welsh League Cup w sezonie 2009/2010 (27 kwietnia 2010 roku: Rhyl FC – The New Saints FC 1:3).